# Ural–2

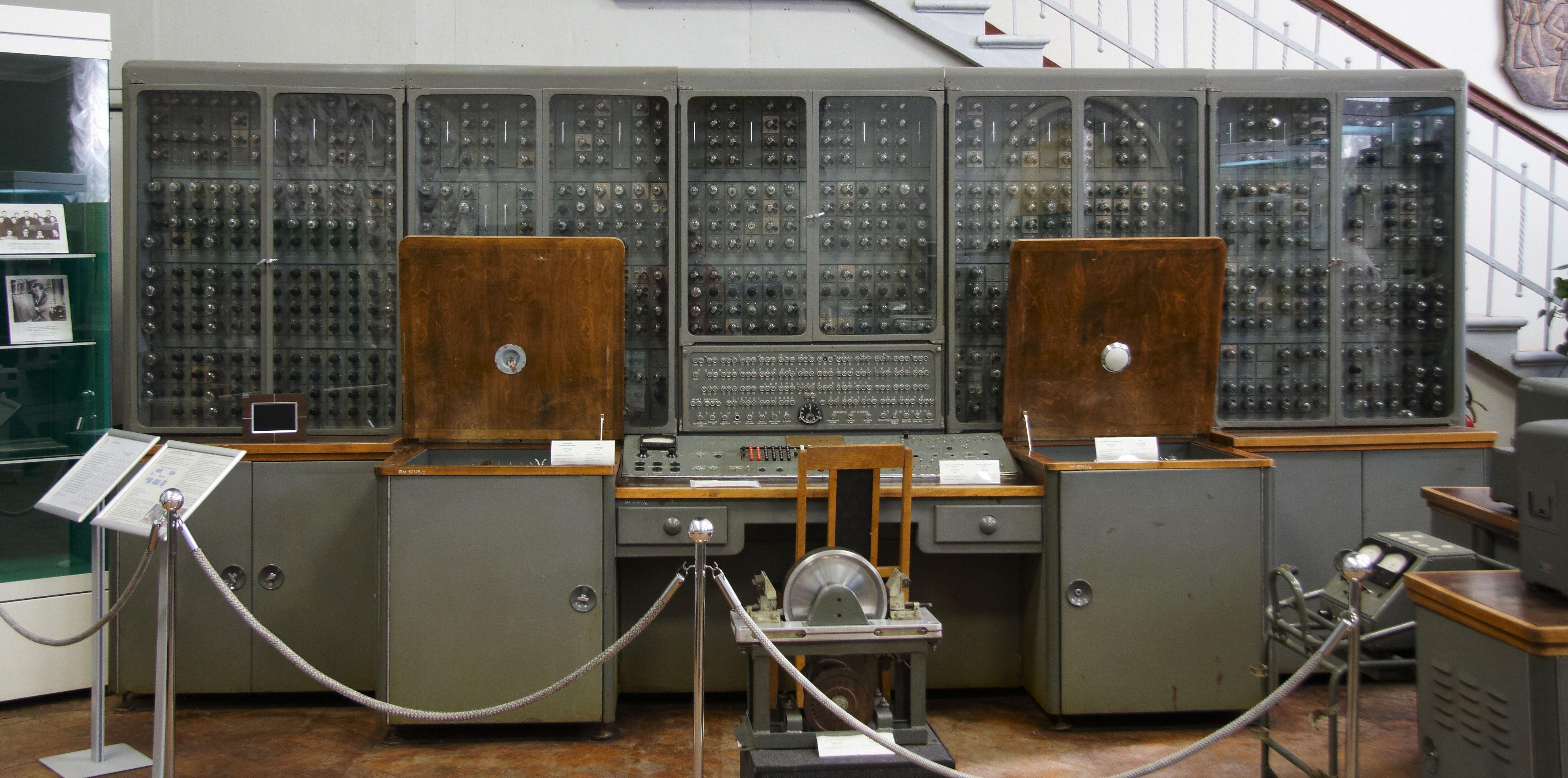
Ural-1 számítógép, középen a kezelőpulttal

Az Ural–2 a Szovjetunióban gyártott Ural számítógép-sorozat legismertebb tagja. Található belőle az Országos Műszaki Múzeumban is.

## Története
Az Ural–2 számítógépet az 1950-es évek második felében a Penzai Elektronikus Számítógép Manufaktúrában fejlesztették ki. Az Ural számítógép család első nemzetközileg elismert tagja. Főtervezője a tatár származású Basir Iszkanderovics Ramejev volt. 1959 és 1964 között 139 db készült belőle. Ezek közül 3 darab Ural–2 került Magyarországra. 1965-ben egy ilyen Ural–2 típusú számítógépet kapott az MTA Számítástechnikai Központja.
Ural–2 típusú számítógépet használtak több nyugat-európai országban is.

## Felépítése
A számítógép központi egysége elektroncsövekre épült, és másodpercenként 12 000 lebegőpontos műveletet hajtott végre. A műveleteket 40 bites szavakon végezte. Egy ilyen 40 bites szó vagy két utasítást vagy 40 bites számot (információtartalmat) tudott befogadni.
Az operatív memóriája klasszikus ferritgyűrűs memória volt.
Elsősorban tudományos számítások végzésére használták. Közel 100 négyzetméteres területre és klimatizált helyiségre volt szüksége. Háromfázisú (380V/50Hz) ipari áramot használt és 30 kW körüli teljesítményt vett fel.
Perifériái közé elektronikus írógép, lyukkártya- és lyukszalag-olvasó, nyomtató, mágnesdob, mágnesszalag tartoztak.